# Giacomo III di Scozia
Giacomo III di Scozia (Stirling o Saint Andrews, tra il luglio 1451 e il maggio 1452 – Sauchieburn, 11 giugno 1488) è stato re di Scozia dal 1460 al 1488.
Come monarca fu alquanto impopolare sia a causa della propria riluttanza ad amministrare saggiamente la giustizia, sia per la sua politica di perseguimento di un'alleanza con l'Inghilterra e sia per i cattivi rapporti che tenne con molti dei suoi parenti. Fu grazie al suo matrimonio con Margaretha di Danimarca che le Isole Orcadi e le Isole Shetland divennero parte della Scozia.

## Biografia
Figlio di Giacomo II di Scozia, Steward di Scozia, e di Maria di Gheldria, principessa olandese, nacque tra il luglio 1451 e il maggio 1452; anche il luogo di nascita è dibattuto: si crede sia nato al Castello di Stirling o al castello di St.Andrews. Ancora bambino Giacomo succedette al padre, morto in battaglia il 3 agosto 1460, sul trono di Scozia, a soli 9 anni, la reggenza venne affidata alternativamente a correnti politiche diverse. Dapprima fu sua madre a tenere le redini che passarono poi a James Kennedy, Arcivescovo di St.Andrew, poi a Gilbert Kennedy (22 febbraio 1405-27 marzo 1489) ed infine a Robert Boyd (morto1482circa). L'incoronazione avvenne il 10 agosto nell'abbazia di Kelso: ad incoronare il giovanissimo monarca fu George Douglas, IV conte di Angus, che fu uno dei reggenti per il trono scozzese insieme alla regina madre. Infatti Douglas continuò a comandare sulle marche dell'Est e dell'Ovest grazie anche all'insediamento di uomini fedeli nell'amministrazione locale, consentendogli di mantenere così una certa supremazia fino alla morte, avvenuta l'11 marzo 1463.
La fazione dei Boyd guadagnò una certa impopolarità a corte specie per i profitti personali che cercarono di ottenere per la propria famiglia, Thomas Boyd (morto1473circa), figlio di Robert, venne creato Conte di Arran e sposò Mary Stuart, sorella del re.
Nel 1469, a 18 anni, Giacomo III si sposò con Margherita, figlia di Cristiano I di Danimarca e Norvegia, nell'abbazia di Holyrood Palace. Fu un matrimonio molto importante, perché la sposa portò in dote al Regno di Scozia il possesso sulle isole Ebridi e Orcadi, segnando la massima espansione territoriale raggiunta dal regno scozzese. Poco dopo le sue nozze Giacomo fu messo contro la famiglia Boyd e venne indotto ad accusare Thomas e suo fratello Alexander di tradimento, se Alexander venne poi giustiziato, Thomas, che si trovava all'estero scampò alla morte perendo ad Anversa nel 1473 più o meno nello stesso periodo in cui Giacomo dichiarò nulle le sue nozze con sua sorella Mary.
Nel decennio del 1470 le ambizioni politiche di Giacomo si riflessero in ambiziosi schemi territoriali per espandere i domini scozzesi e nell'alleanza con l'Inghilterra, fra il 1471 e il 1473 suggerì di annettere o invadere la Bretagna, la Gheldria e il Saintonge. Questi suoi irrealistici progetti davano sempre luogo a scontenti in parlamento, specie perché egli era sempre riluttante ad affrontare la monotonia dell'amministrazione ordinaria.
Nel 1474 Giacomo strinse un accordo matrimoniale con Edoardo IV d'Inghilterra per il quale suo figlio ed erede Giacomo avrebbe sposato Cecilia di York, figlia di Edoardo IV ed Elisabetta Woodville. Questa mossa sarebbe stata senz'altro assennata, ma non teneva conto della tradizionale inimicizia fra i due paesi che risaliva ai tempi di Roberto I di Scozia e delle Guerre di indipendenza scozzesi senza menzionare i diritti dei nobili che vivevano attorno ai confini. Quest'idea di alleanza era comunque solo uno dei motivi per i quali Giacomo era diventato impopolare.
Nello stesso decennio, il re scozzese, perseguendo la linea politica del padre, tentò nuovamente di imporre l'autorità regia sulla riottosa nobiltà scozzese, venendo a contrasto con il fratello Alexander Stewart, duca d'Albany e aspirante al trono, riconosciuto come sovrano da re Edoardo IV d'Inghilterra ed anche con l'altro fratello John Stewart, conte di Mar. Questi nel 1479 venne imprigionato nel Castello di Craigmillar dove morì poco dopo dando adito a parecchie voci. L'altro fratello Alexander fuggì in Francia e l'alleanza con l'Inghilterra si ruppe. Fra il 1480 e il 1482 una guerra intermittente interessò le due nazioni con gli inglesi che, comandati da Riccardo duca di Gloucester e da Alexander Stewart, chiamato Alessandro IV dagli inglesi, tentarono un'invasione in larga scala. Nel 1482 mentre tentava di scacciare gli invasori reclutando militari fra i propri sudditi Giacomo venne arrestato da un gruppo di nobili ormai disaffezionati durante il mese di luglio, portato in prigione ad Edimburgo rimanendovi fino all'autunno. A quel punto gli inglesi a corto di denaro e di mezzi incapaci di prendere la capitale fecero ritorno in Inghilterra.
Giacomo riuscì a ricomprare alcuni nobili dal fratello tanto che dal dicembre dello stesso anno il governo di Alexander era ormai allo sfacelo, in particolare il suo tentativo di reclamare per sé il contado vacante di Mar suscitò la reazione del potente George Gordon, II conte di Huntly nobile alleato di Giacomo.
Nel gennaio successivo Alexander si rifugiò nei propri possedimenti a Dunbar e la morte del proprio alleato Edoardo, avvenuta nell'aprile seguente, lo lasciò in una posizione alquanto debole e fuggì in Inghilterra. Lì rimase fino al luglio del 1484 quando tentò di invadere la Scozia, si scontrò con il fratello a Lochmaben uscendone sconfitto e dovendo fuggire nuovamente al sud. Alexander trovò quindi la morte un paio d'anni più tardi in un torneo a Parigi.
Il 5 marzo 1486 Papa Innocenzo VIII spedì a Giacomo una Rosa d'oro, ai tempi era prassi spedire annualmente una rosa benedetta al principe più meritevole della cristianità, fu Giacomo Passarelli, Vescovo di Imola a portarla in Scozia passando da Londra con una dispensa matrimoniale per Enrico VII d'Inghilterra.
Negli anni seguenti Giacomo continuò a cercare di allearsi con gli inglesi, una scelta politica ora poco sensata visti i sentimenti che animavano i suoi sudditi, favorì sempre una ristretta cerchia di persone a svantaggio di altri magnati che divennero sempre più scontenti, si rifiutò di viaggiare per implementare il sistema giudiziario vivendo per lo più nella capitale. Giacomo si estraniò anche dalla moglie, che rimase a vivere a Stirling e dal figlio maggiore Giacomo, avendo una predilezione per il secondogenito James. Nel gennaio 1488 Giacomo provò ad ottenere maggiori consensi elevando il figlio James a Duca di Ross e altri quattro Laird al rango di Lord del parlamento. Costoro erano John Drummond di Cargill (morto 1519), che venne creato Lord Drummond, Robert Crichton che divenne Lord Sanquhar, John Hay (1450circa-dopo ottobre 1508), creato Lord Hay di Yester e William Ruthven (morto 1528circa), creato Lord di Ruthven. Tuttavia altri nobili si opposero a questi disegni fra cui Archibald Douglas, V conte di Angus, Colin Campbell, I conte di Argyll, oltre al Clan Home e a quello degli Hepburn. Centro di questa protesta e capo dei ribelli divenne presto suo figlio Giacomo e non si sa se accettò questo ruolo in maniera riluttante o se egli stesso non fosse stato provocato dai favoritismi fatti verso il fratello minore. I nodi vennero al pettine quando le due armate si trovarono sul campo alla battaglia di Sauchieburn l'11 giugno 1488, Giacomo venne ucciso nello scontro e la sua fazione ne uscì sconfitta.

## Discendenza
Dal matrimonio nacquero tre figli:
- Giacomo IV di Scozia (17 marzo 1473 - 9 settembre 1513)
- Giacomo, duca di Ross (marzo 1476 - gennaio 1504)
- Giovanni, conte di Mar (dicembre 1479 - 11 marzo 1503).

## Nella letteratura
- Nel romanzo Price of a Princess di Nigel Tranter (23 novembre 1909-9 gennaio 2000 del 1994 Giacomo vi è ritratto come personaggio secondario.
- Nel romanzo Lord in Waiting dello stesso anno e dello stesso autore vede Giacomo come un uomo influenzato dal proprio astrologo ed alchimista William Sheven.
- Nel romanzo The Admiral del 2001, stesso autore, Giacomo è di nuovo un personaggio secondario.
- Giacomo appare anche nei romanzi di Dorothy Dunnett: The Unicorn Hunt (1993), To Lie with Lions (1995 e Gemini (2000)
- Giacomo è il protagonista dell'omonima opera teatrale Giacomo III di Filippo Barone, tragedia in tre atti interamente incentrata sul sovrano scozzese.

## Ascendenza
|                       |                       |                                    | Genitori                                   |  |  | Nonni |  |  | Bisnonni              |  |  | Trisnonni            |  |
|                       |                       |                                    |                                            |  |  |       |  |  | Roberto III di Scozia |  |  | Roberto II di Scozia |  |
|                       |                       |                                    |                                            |  |  |       |  |  | Roberto III di Scozia |  |  | Roberto II di Scozia |  |
|                       |                       | Elizabeth Mure                     |                                            |  |  |       |  |  | Roberto III di Scozia |  |  |                      |  |
| Giacomo I di Scozia   |                       |                                    |                                            |  |  |       |  |  | Roberto III di Scozia |  |  |                      |  |
|                       |                       | Annabella Drummond                 | John Drummond di Lennox                    |  |  |       |  |  |                       |  |  |                      |  |
|                       |                       | Annabella Drummond                 | John Drummond di Lennox                    |  |  |       |  |  |                       |  |  |                      |  |
|                       |                       | Annabella Drummond                 | Mary di Montifex                           |  |  |       |  |  |                       |  |  |                      |  |
| Giacomo II di Scozia  |                       | Annabella Drummond                 |                                            |  |  |       |  |  |                       |  |  |                      |  |
|                       |                       | John Beaufort, I conte di Somerset | Giovanni Plantageneto, I duca di Lancaster |  |  |       |  |  |                       |  |  |                      |  |
|                       |                       | John Beaufort, I conte di Somerset | Giovanni Plantageneto, I duca di Lancaster |  |  |       |  |  |                       |  |  |                      |  |
|                       |                       | John Beaufort, I conte di Somerset | Katherine Swynford                         |  |  |       |  |  |                       |  |  |                      |  |
| Giovanna Beaufort     |                       | John Beaufort, I conte di Somerset |                                            |  |  |       |  |  |                       |  |  |                      |  |
|                       |                       | Margaret Holland                   | Thomas Holland, II conte di Kent           |  |  |       |  |  |                       |  |  |                      |  |
|                       |                       | Margaret Holland                   | Thomas Holland, II conte di Kent           |  |  |       |  |  |                       |  |  |                      |  |
|                       |                       | Margaret Holland                   | Alice FitzAlan                             |  |  |       |  |  |                       |  |  |                      |  |
| Giacomo III di Scozia |                       | Margaret Holland                   |                                            |  |  |       |  |  |                       |  |  |                      |  |
|                       | Giovanni II di Egmond | Arnold, Signore di Egmond          |                                            |  |  |       |  |  |                       |  |  |                      |  |
|                       | Giovanni II di Egmond | Arnold, Signore di Egmond          |                                            |  |  |       |  |  |                       |  |  |                      |  |
|                       | Giovanni II di Egmond | Jolanthe di Leiningen              |                                            |  |  |       |  |  |                       |  |  |                      |  |
| Arnoldo di Egmond     | Giovanni II di Egmond |                                    |                                            |  |  |       |  |  |                       |  |  |                      |  |
|                       |                       | Maria Van Arkel                    | Johan V, Signore di Arkel                  |  |  |       |  |  |                       |  |  |                      |  |
|                       |                       | Maria Van Arkel                    | Johan V, Signore di Arkel                  |  |  |       |  |  |                       |  |  |                      |  |
|                       |                       | Maria Van Arkel                    | Joanna di Jülich                           |  |  |       |  |  |                       |  |  |                      |  |
| Maria di Gheldria     |                       | Maria Van Arkel                    |                                            |  |  |       |  |  |                       |  |  |                      |  |
|                       |                       | Adolfo I di Kleve                  | Adolfo III di Mark                         |  |  |       |  |  |                       |  |  |                      |  |
|                       |                       | Adolfo I di Kleve                  | Adolfo III di Mark                         |  |  |       |  |  |                       |  |  |                      |  |
|                       |                       | Adolfo I di Kleve                  | Margaretha di Jülich                       |  |  |       |  |  |                       |  |  |                      |  |
| Caterina di Kleve     |                       | Adolfo I di Kleve                  |                                            |  |  |       |  |  |                       |  |  |                      |  |
|                       |                       | Marie di Borgogna                  | Giovanni di Borgogna                       |  |  |       |  |  |                       |  |  |                      |  |
|                       |                       | Marie di Borgogna                  | Giovanni di Borgogna                       |  |  |       |  |  |                       |  |  |                      |  |
|                       |                       | Marie di Borgogna                  | Margherita di Baviera                      |  |  |       |  |  |                       |  |  |                      |  |
|                       |                       | Marie di Borgogna                  |                                            |  |  |       |  |  |                       |  |  |                      |  |